# Генеральні штати
Генеральні штати — вища дорадча представницька рада у Французькому королівстві між 1337 та 1789 роками. Генеральні штати скликалися королем для вирішення важливих державних питань у випадку політичних криз: військових, дипломатичних або фінансових. Скликання Генеральних штатів проводилося, виходячи із загального принципу, за яким піддані корони не тільки платники податків, а й вільні люди, а тому без їхньої згоди неможливо вимагати від них додаткових внесків. На відміну від парламенту Генеральні штати не мали законодавчої влади. Король не повинен був скликати їх регулярно.
Інститут Генеральних штатів вперше скликав король Філіпп IV Красивий у 1302 році з метою забезпечити легітимність рішень проти булли Папи Римського Боніфація VIII Ausculta fili. В перших Генеральних штатах були представлені духівництво, дворянство та буржуазія значних міст.
Останні Генеральні штати скликав у 1789 році король Людовик XVI для розв'язання фінансової кризи, зв'язаної з великим державним боргом. Генеральні штати 1789 року завершилися створенням Національних установчих зборів, які поставили перед собою мету дати Королівству Франція конституцію.
Духовенство і дворяни належали до привілейованих станів. Вони мали ряд переваг над іншими, були, зокрема, звільнені від сплати податків. Решта населення — селяни, ремісники, міщани — належали до непривілейованого третього стану. Вони працювали, сплачували податки і не мали ніяких переваг. До участі в Генеральних штатах від третього стану король запросив лише багатих міщан. Кожен стан мав один голос. Часто виникали суперечки, бо представники третього стану мали лише один голос, а феодали — духівництво і дворяни — два голоси.